# Pham Quynh
Pham Quynh, né le 17 décembre 1892 à Hanoï et mort le 6 septembre 1945 à Thừa Thiên Huế, est un journaliste, auteur et homme d'État vietnamien. Il est ministre de l'Éducation à la cour royale de Huế en 1932 puis ministre de l'Intérieur du gouvernement de l'empereur Bảo Đại entre 1941 et 1945. Pham Quynh est un fervent monarchiste de la fin de la dynastie Nguyễn et partisan du respect des coutumes vietnamiennes traditionnelles dans l'établissement d'une monarchie constitutionnelle. Après la Révolution d'août, il est tué par le Viet Minh avec deux autres membres de haut rang du cabinet de Bảo Đại en septembre 1945.

## Biographie

### Jeunesse
Pham Quynh naît près de Hanoï à Luong-Dong, au Vietnam, dans une famille lettrée de la province de Hải Dương. Son père est un fonctionnaire modeste. Orphelin jeune, il est ensuite élevé par sa grand-mère avec laquelle il apprend le français,.
En 1908, il est diplômé major de sa promotion au Collège du Protectorat de Hanoï et nommé interprète à l'Ecole française d'Extrême-Orient de 1908 à 1917. Pham Quynh consacre donc ses premières années à l'école à la maîtrise du chinois classique et pouvait facilement lire les classiques confucéens qui, selon lui, représentaient l'âme du peuple vietnamien. Cet apprentissage lui permet de collaborer à une Histoire de la Guerre européenne en caractère chinois pour contrer la propagande allemande en Chine.

### Nam Phong
Pham Quynh écrit en français et en vietnamien dans la presse locale. En 1913, son collègue journaliste et collaborateur Nguyễn Văn Vĩnh l'invite à devenir rédacteur en chef adjoint de l'hebdomadaire Đông Dương tạp chí (Indochina Magazine). Cependant, la position pro-française agressive du journal aliène son lectorat potentiel et, en 1917, le gouverneur général de l'Indochine française Albert Sarraut et le ministre de l'Intérieur Louis Malvy décident de parrainer la création de Nam Phong. En 1917, il fonde donc la revue bilingue Nam Phong (« Vent du Sud » en français). Le périodique est centré sur les débats entourant la société coloniale et écrit en Chữ quốc ngữ et en français. Phạm Quỳnh y débat énergiquement avec Nguyễn Văn Vĩnh sur la question de l'assimilation contre l'intégration dans leurs revues respectives, Nam Phong et L'Annam Nouveau . Cependant, Nam Phong est critiqué pour son parti pris pro-français, jugé même « flagorneur » par certains commentateurs . Il a souvent été moqué par le journal rival Phong Hóa, qui était dirigé par des membres du Tự-Lực văn-đoàn.
Outre l'édition de Nam Phong, Pham Quynh écrit également pour plusieurs autres revues françaises et vietnamiennes en plus d'être l'auteur d'un des premiers dictionnaires Quốc ngữ.

### Nationaliste annamite
Politiquement, Pham Quynh est nationaliste mais reste modéré. Toutefois, son activité de secrétaire général de l'« Association pour la formation intellectuelle et morale des Annamites » lui vaut un avertissement des autorités. Il ne dédaigne pas à écrire pour l'Indochine républicaine ou à entretenir des rapports cordiaux avec la Ligue des droits de l'Homme. De plus, il lit Auguste Comte, Paul Bourget, Charles Maurras et Maurice Barrès dont la formule « la terre et ses morts » le subjugue. À partir de ces lectures, Pham Quynh fixe sa pensée et lit régulièrement Le Temps et L'Action française. Il découvre la France à l'occasion d'un premier séjour à Marseille lors de l'Exposition coloniale de Marseille en 1922.
Pendant l'entre-deux-guerres, Pham Quynh promeut l'idée qu'un « nationalisme annamite, sage et raisonnable, est parfaitement conciliable avec un protectorat français large et libéral ». L'historien René Pillorget montre que Pham Quynh souhaite « un abandon de l'administration directe, — en particulier au Tonkin, — et un retour à l'esprit du protectorat, c'est-à-dire à une sorte d'autonomie interne ».
En 1930, il projette l'Annam cinquante ans plus tard en 1980 comme quasi-indépendant politiquement avec en contre-partie une étroite interdépendance économique et de nombreuses connexions dans le domaine culturel avec la France. Cette indépendance de l'Annam se ferait avec le maintien d'un empereur à sa tête tandis que son rival Nguyễn Văn Vĩnh souhaite la proclamation d'une république franco-vietnamienne.  Ce discours indépendantiste pondéré est une proposition évolutive en opposition avec le discours du parti nationaliste Viêt-Nam Quôc Dân Dang qui fomente une insurrection à Yên Bái, au Tonkin. Pham Quynh, lui-même Tonkinois, condamne la violence révolutionnaire, préférant passer « par la voie de l'entente avec les autorités françaises du protectorat ».

### Franc-maçonnerie
En 1925, Pham Quynh se fait initier à la franc-maçonnerie dans la loge « Confucius 111 » du « Droit Humain » de Hanoï qui admet les indigènes puis se joint à « La Fraternité du Tonkin ».

### Ministre de l'Éducation
Le 11 novembre 1932, après le retour de l'empereur Bảo Đại, Pham Quynh devient directeur du Cabinet impérial puis ministre de l'Éducation à la cour royale de Huế le 2 mai 1933. Pendant huit ans, il développe un enseignement primaire en langue vietnamienne, préparatoire à un enseignement primaire en langue française. À travers ses écrits, il promeut « un enrichissement de sa langue qui soit une modernisation sans être un reniement ».
En 1933, le journaliste Bernard de Vaulx le compare à un « félibre annamite » dans L'Action française.
Le 6 janvier 1939, il est élu membre associé de l’Académie des sciences coloniales et obtient le prix de la langue-française pour son livre Essais franco-annamites.
En 1939, il accompagne l'impératrice catholique Nam-Phuong en France et auprès du pape Pie XII à Rome. Il y est d'ailleurs décoré de la grand-croix de l'ordre de Saint-Grégoire le Grand. À la veille de la Seconde Guerre mondiale, il affirme son admiration à l'égard de Charles Maurras et à partir de 1940, il dit publiquement en Indochine « son accord avec l'essentiel des idées de Charles Maurras ».

### Ministre de l'Intérieur
En 1941, il accepte le poste de ministre de l'Intérieur. Au début de 1945, il renouvelle son appel à l'amitié franco-vietnamienne dans l'hebdomadaire Indochine et met en avant les affinités intellectuelles des deux peuples.

« Qu'est-ce à dire, sinon que la langue française est l'image parfaite du génie français, et que le génie français, essentiellement humain et humaniste, ne détruit ni s'asservit l'âme des peuples, mais au contraire, la libère et l'élève ? »

Quelques jours plus tard, le 9 mars 1945, c'est le coup de force japonais de 1945 en Indochine. Dans la précipitation, Pham Quynh accepte de contre-signer le décret de l'empereur Bảo Đại proclamant l'indépendance de l'Annam et du Tonkin sous le nom d'empire du Việt Nam dans le cadre de la Grande Asie orientale. Le 19 mars, il quitte le ministère et se réfugie dans maison de Hué.

### Assassinat
Le 15 août 1945, l’empereur du Japon Hirohito annonce la capitulation de son pays. Pham Quynh voit alors le Vietnam sombrer dans la guerre avec la révolution communiste. Il est arrêté le 23 août et fusillé quelques jours plus tard en même temps que son adversaire politique Ngô-Ding-Khoi le 6 septembre 1945.

## Maurrassisme et confucianisme

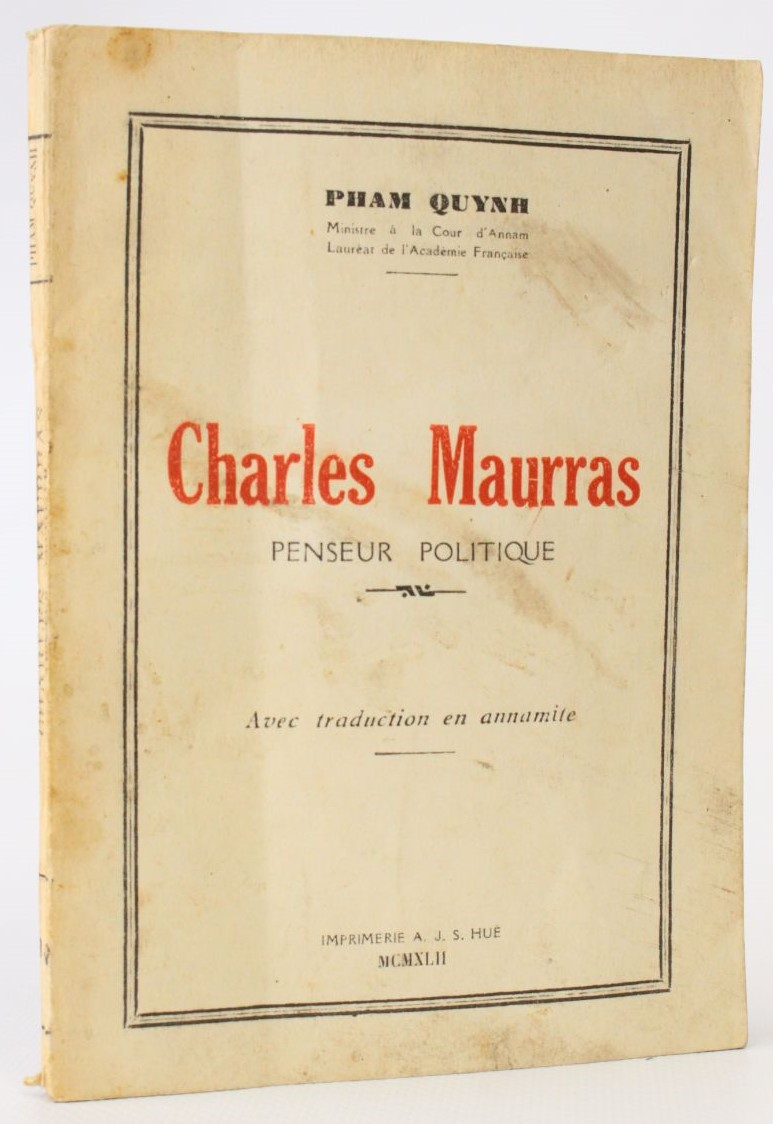
Charles Maurras, penseur politique de Pham Quynh (1942). Le texte est une conférence donnée le 12 avril 1942 en présence l'empereur Bảo Đại.

Pham Quynh est un confucéen admiratif de Charles Maurras auquel il consacre un livre en 1942. Pour lui, Charles Maurras serait « un confucéen qui s'ignore » car Maurras postulait que « le bonheur de l'homme résulte de son acceptation de l'ordre établi par la nature des choses » comme dans le confucianisme. L'originalité de Pham Quynh réside dans le fait d'affirmer « que l'idéal politique de Charles Maurras est le même que celui des lettrés de l'ancien Annam ». Son interprétation proviendrait de plusieurs traits caractéristiques du lettré confucéen que Pham Quynh attribue à Maurras notamment son sacrifice « de légitimes ambitions littéraires pour se consacrer à la défense de valeurs d'ordre national et social qu'il estimait menacées ». En outre, le positivisme comporte des similitudes avec le confucianisme de par son rapport distant avec la religion et la métaphysique. La priorité accordée à la raison sur les sentiments est également une convergence avec le confucianisme. De plus, le refus de l'individualisme est une autre similitude sur laquelle insiste Pham Quynh car « l'individu n'est rien par lui-même » chez les maîtres confucéens. Enfin, le passé a une dimension capitale à la fois dans l'empirisme organisateur maurrassien et le confucianisme.
L'historien René Pillorget émet comme réserve que la politique ne se sépare pas de la morale chez les confucéens alors qu'elle se situe sur deux plans différents chez Maurras.

## Monarchiste
Au sujet de son monarchisme, un seul article atteste de son attachement à la monarchie annamite. Il est plutôt probable que Pham Quynh soutenait l'instauration d'une aristocratie de par l'importance qu'il confèrait à « la possibilité d'un Front commun de l'Elite annamite ». L'empereur Bảo Đại aurait été ainsi réduit « au rôle d'un symbole de l'unité nationale, ou à celui d'un président irresponsable ». Tout l'enjeu de la politique confucéenne aurait été de former « cette aristocratie du savoir et du commandement que constituent les lettrés ». Il se distingue en cela de Charles Maurras qui condamne l'aristocratie comme forme de gouvernement.

## Postérité
Le 28 mai 2016, le Conseil de Phạm au Vietnam collabore avec la famille du musicien Phạm Tuyên pour organiser la cérémonie d'inauguration des travaux de restauration de la tombe et l'érection de la statue de Phạm Quỳnh dans la ville de Huế. Le buste de Phạm Quỳnh a été conçu par son petit-fils, l'architecte Tôn Thất Đại. Il est placé derrière sa tombe devant la pagode Vạn Phước. Le devant de la tombe est recouvert d'une stèle de pierre noire gravée de son célèbre dicton :
« Truyện Kiều còn tiếng ta còn. Tiếng ta còn nước ta còn. »
« Le Conte de Kieu reste alors Notre langue reste.
 Notre langue reste alors Notre pays reste. »

## Publications
- Un Problème d’éducation des races : comment doit être faite l’éducation des Annamites par la France ? (1923)
- Les Études classiques sino-annamites (1924)
- L’idéal du sage dans la philosophie confucéenne (1928)
- Les humanités sino-annamites (1928)
- Le paysan tonkinois à travers le parler populaire suivi d’un choix de chansons populaires (1930)
- La poésie annamite (1931)
- Essais franco-annamites 1929-1932 (1937)
- Nouveaux essais franco-annamites (1938)
- Redressement français et restauration annamite (1941)
- Mission du Mandarinat (1941)
- Charles Maurras, penseur politique (1942)